# Khu bảo tồn thiên nhiên Nordaust-Svalbard
Khu bảo tồn thiên nhiên Nordaust-Svalbard (tiếng Na Uy: Nordaust-Svalbard naturreservat) nằm ở phía đông bắc của quần đảo Svalbard, Na Uy. Khu bảo tồn này bao gồm toàn bộ Nordaustlandet, Kong Karls Land, Kvitøya, Sjuøyane, Storøya, Lågøya, Wilhelm Island, Wahlbergøya và một phần nhỏ góc đông bắc của Spitsbergen. Nó có tổng diện tích là 55.354 kilômét vuông (21.372 dặm vuông Anh) trong đó 18.663 kilômét vuông (7.206 dặm vuông Anh) là đất liền còn 36.691 kilômét vuông (14.166 dặm vuông Anh) là mặt biển khiến nó trở thành khu bảo tồn lớn nhất Na Uy (bao gồm cả các vườn quốc gia). Nó bao gồm sông băng Austfonna lớn nhất Na Uy, Vestfonna và các phần của bán đảo Olav V Land. Khu bảo tồn đã được bảo vệ kể từ ngày 1 tháng 7 năm 1973 và có ranh giới ở phía nam với Khu bảo tồn thiên nhiên Søraust-Svalbard.

## Mô tả
Ba phần tư Nordaustlandet được bao phủ bởi các sông băng, trong đó lớn nhất là Austfonna với diện tích 7.000 kilômét vuông (2.700 dặm vuông Anh). Cảnh quan bao gồm cả vùng thấp, các đồi tròn và cả đồng bằng hình thành bởi băng hà trong Kỷ Băng hà. Phần lớn khu bảo tồn có ít hoặc không có thảm thực vật, và khu bảo tồn thuộc sa mạc địa cực. Khu bảo tồn thiên nhiên này được sử dụng cho mục đích khoa học và khách du lịch, thường là hoạt động đi thuyền về phía đông dọc theo eo biển Hinlopen hoặc vòng quanh Nordaustlandet. Những nơi phổ biến nhất để đến thăm là Sjuøyane, Alkefjellet, Bråsvellbreen và Kvitøya.
Một số di sản văn hóa trong khu bảo tồn bao gồm thánh giá Chính thống giáo Nga trên đảo Krossøya và Andréeneset trên đảo Kvitøya, điểm khởi đầu cho Chuyến thám hiểm bằng khinh khí cầu đến Bắc Cực của Andrée năm 1897. Ngoài ra còn có một trại trú đông tại bờ biển Sorgfjorden trong cuộc thám hiểm Trắc đạc Kinh tuyến 1899–1900 của Thụy Điển-Nga để đo trắc đạc kinh tuyến. Ở Rijpfjorden có một trạm khí tượng của Đức từ Chiến tranh thế giới lần thứ hai.

## Động vật
Quần đảo Kong Karls Land đóng vai trò là nơi sinh sản quan trọng nhất của gấu Bắc Cực ở Svalbard và Franz Josef Land, do đó, quần đảo hoàn toàn cấm tất cả du khách. Hải mã có nơi nghỉ ngơi trong khu bảo tồn. Tại Alkefjleet là nơi làm tổ của những con chim Uria, ngỗng đen, mòng biển Sabine, mòng biển trắng ngà. Các khu vực sinh sản quan trọng khác của chim biển bao gồm Sjuøyane, Lågøya và eo biển Hinlopen. Các loài động vật phổ biến trong khu bảo tồn là cáo Bắc Cực và tuần lộc Svalbard. Một phần lớn của khu bảo tồn bao gồm cả các vách đá đã được BirdLife International xác định là Vùng chim quan trọng (IBA) vì nó hỗ trợ một quần thể sinh sản gồm 80–90 cặp mòng biển trắng ngà.